# Scirpus
El género Scirpus (totoras) consiste en  especies de plantas acuáticas y herbáceas de la familia de las Ciperáceas. Comprende 1405 especies descritas y de estas, solo 67 aceptadas.

## Descripción
Son plantas anuales o perennes, arrosetadas o caulescentes, cespitosas y/o rizomatosas o estoloníferas, culmos y escapos teretes o triangulares, sólidos; plantas hermafroditas. Hojas con o sin lámina; lígula presente o ausente. Inflorescencia variadamente involucrada, capitada o difusa, básicamente paniculado-cimosa; flósculos unibracteados, numerosos, las escamas imbricadas en espiral; cerdas del perianto ausentes a varias; estambres 1–6; carpelos 2 o 3, ovario atenuado hacia el estilo pero no articulado con este, entonces el cuerpo del fruto continuo con el rostro.

## Hábitat
Es un género con distribución cosmopolita, que crece en humedales y suelos húmedos. Algunas especies se hallan  adaptadas a salinidad, medios pantanosos, algunas prefieren bordes de canales, lagos y lechos de ríos. Tienen hojas tipo gramíneas, e inflorescencias en panojas o espigas, frecuentemente pardas. Algunas especies (por ejemplo, S. lacustris) alcanzan alturas de hasta 3 m. Otras, como Scirpus supinus,son mucho más pequeñas, con solo 20  a 30 cm de altura.

## Usos
Las especies del género suelen usarse para combatir la erosión del suelo. También son usadas en medicina herbal; sus rizomas se recolectan en otoño e invierno y se secan al sol antes del uso.
Es un género de taxonomía compleja. Algunos estudios recientes han determinado la creación de nuevos géneros, tales como  Schoenoplectus y Bolboschoenus. 
Las especies de Scirpus son alimento de las larvas de algunas especies de Lepidoptera incluyendo a Batrachedra cuniculata.

## Taxonomía
El género fue descrito por Carlos Linneo y publicado en Species Plantarum 1: 47. 1753. La especie tipo es: Scirpus sylvaticus L.

## Algunas especies
(lista incompleta, y puede incluir algunas especies reasignadas a otro género)
- Scirpus acicularis Zanard. ex Parl.
- Scirpus ancistrochaetus Schuyler
- Scirpus argenteus Rottb.
- Scirpus arvensis Roxb.
- Scirpus atrocinctus Fernald
- Scirpus atrovirens Muhl.
- Scirpus campestris
- Scirpus cespitosus
- Scirpus californicus
- Scirpus cernuus sombrilla
- Scirpus congdonii
- Scirpus cyperinus
- Scirpus diffusus
- Scirpus divaricatus
- Scirpus expansus
- Scirpus flaccidifolius
- Scirpus fluitans
- Scirpus georgianus
- Scirpus hattorianus
- Scirpus inundatus
- Scirpus lineatus
- Scirpus longii
- Scirpus mariqueter
- Scirpus microcarpus
- Scirpus mucronatus
- Scirpus nevadensis
- Scirpus olneyi
- Scirpus pacificus
- Scirpus pallidus
- Scirpus paludosus
- Scirpus pedicellatus
- Scirpus pendulus
- Scirpus polyphyllus
- Scirpus pumilus
- Scirpus pungens
- Scirpus radicans
- Scirpus robustus junco salino
- Scirpus supinus junco enano
- Scirpus sylvaticus junco duro
- Scirpus tabernaemontani
- Scirpus triqueter junco triangular

- Algunas de las especies reasignadas a otros géneros son:
- Scirpus cernuus (sin. Isolepis cernua)
- Scirpus holoschoenus (sin. Scirpoides holoschoenus) junco de cabeza redonda
- Scirpus hudsonianus (sin. Schoenoplectus hudsonianus)
- Scirpus lacustris (sin. Schoenoplectus lacustris) junco común
- Scirpus maritimus (sin. Bolboschoenus maritimus) junco marino
- Scirpus setaceus (sin. Isolepis setaceus) junco agudo